# Live at Brixton Academy (album Dido)
Live at Brixton Academy (wydany także jako Dido Live w Ameryce Północnej) – album koncertowy i DVD popowej piosenkarki Dido, wydany w 2005 roku. Materiał na DVD został nagrany w trzy noce w sierpniu 2004 roku w Londynie podczas trasy koncertowej piosenkarki, gdzie promowała swój drugi album Life for Rent.

## Lista utworów

### DVD
1. "Stoned" – 5:58
2. "Here with Me" – 4:35
3. "See You When You're 40" – 5:55
4. "Life for Rent" – 3:55
5. "Hunter" – 4:16
6. "Isobel" – 4:48
7. "My Life" – 3:18
8. "Honestly OK" – 7:09
9. "Don't Leave Home" – 4:20
10. "Mary's in India" – 3:30
11. "Take My Hand" – 5:53
12. "Thank You" – 4:09
13. "Sand in My Shoes" – 5:17
14. "White Flag" – 4:16
15. "Do You Have a Little Time" – 2:43
16. "All You Want" – 3:55
17. "See the Sun" – 6:06

### Bonus CD
1. "Stoned" – 5:58
2. "Here with Me" – 4:35
3. "See You When You're 40" – 5:55
4. "Life for Rent" – 3:55
5. "Isobel" – 4:48
6. "Honestly OK" – 7:09
7. "Take My Hand" – 5:53
8. "Thank You" – 4:09
9. "Mary's in India" – 3:30
10. "Sand in My Shoes" – 5:17
11. "White Flag" – 4:16
12. "See the Sun" – 6:06

## Notowania i certyfikacje
| Kraj              | Najwyższa pozycja | Status          |
| ----------------- | ----------------- | --------------- |
| Australia         | -                 | platynowa płyta |
| Austria           | 3                 |                 |
| Belgia (Flandria) | 1                 |                 |
| Belgia (Wallonia) | 1                 |                 |
| Holandia          | 3                 |                 |
| Włochy            | 14                |                 |

## EP
Dido Live to minialbum Dido zawierający trzy z siedemnastu utworów na żywo zawartych na jej DVD. EPka została wydana w internecie przez stronę internetową iTunes w dniu 21 czerwca 2005 roku

### Lista utworów
1. "Here with Me" – 4:35
2. "See You When You're 40" – 5:55
3. "See The Sun" – 6:06